# Hiroshi Sekita
Hiroshi Sekita (født 2. oktober 1989) er en japansk fodboldspiller.
Han har spillet for flere forskellige klubber i sin karriere, herunder FC Gifu og AC Nagano Parceiro.